# Escut de París
L'escut de París és l'escut d'armes de la ciutat de París. Està format per un camper de gules on apareix un vaixell d'argent navegant sobre onades del mateix metall, augmentat per un cap d'atzur sembrat amb les flors de lis d'or dels antics reis de França. Sota la punta, i escrit en una cinta, hi apareix el lema de la ciutat: «Fluctuat nec mergitur».

L'escut està rodejat per una corona formada per dues branques de roure amb aglans i llorer, lligades per la part inferior. A sota, hi apareixen les medalles de la Legió d'Honor, la Creu de Guerra i l'Orde de l'Alliberament. Al timbre, es troba una corona mural d'or amb vuit torres, cinc de les quals vistes, amb aclariment daurat i maçoneria de sable.

## Simbologia
El vaixell que es troba a l'escut i al lema de la ciutat s'anomena 'Scilicet'. És el símbol de l'antiga Confraria dels Marxants de l'Aigua, formada per comerciants del Sena i que es va fer càrrec del govern de París durant part de l'edat mitjana.
Pel que fa a la franja d'atzur sembrada amb flors de lis, és el símbol dels reis de França. Encara avui dia continua apareixent a gran quantitat d'escuts municipals francesos.
Finalment, les medalles que tanquen l'escut, a la part inferior, són les diverses condecoracions que han estat atorgades a la ciutat de París: la Legió d'Honor, la més alta distinció de França, la Creu de Guerra de 1914-1918, atorgada en finalitzar la Primera Guerra Mundial, i l'Orde de l'Alliberament, rebuda en acabar l'ocupació nazi de la Segona Guerra Mundial.

## Escuts anteriors

Escut de París durant l'imperi de Napoleó Bonaparte.

El 1811, durant el regnat de Napoleó Bonaparte i amb l'objectiu d'adequar la simbologia al nou règim, el cap de l'escut va ser substituït per un de gules carregat amb tres abelles d'or. A més, a la proa del vaixell es va incloure una evocació a la deessa Isis.
Recuperades les armes anteriors amb l'arribada al tron de Lluís XVIII, el 1817, l'escut seria novament modificat entre 1848 i 1853. La Segona República va impedir novament l'ús del cap sembrat de flors de lis, i les canvià per estels. Ja durant el Segon Imperi, Napoleó III va restablir l'escut original.

## Colors de la ciutat
Com mostra l'escut i la bandera, els colors tradicionals de París són el vermell i el blau. El seu ús oficial està recollit en documents de l'any 1358, quan Étienne Marcel en feu ús.
La bandera tricolor francesa deriva de la combinació del blanc del rei Lluís XVI i els colors de la bandera parisenca, emprada per la Comuna de París.